# Gladiolus benguellensis
Gladiolus benguellensis är en irisväxtart som beskrevs av John Gilbert Baker. Gladiolus benguellensis ingår i släktet sabelliljor, och familjen irisväxter. Inga underarter finns listade i Catalogue of Life.